# Édouard Ignace Andlauer
Pour les articles homonymes, voir Andlauer.
Édouard Ignace Andlauer, né à Andlau le 15 décembre 1830 et mort le 14 décembre 1909, est un organiste et compositeur français.

## Biographie
Édouard Ignace Andlauer est né en 1830, à Andlau (Alsace) où son père, François Ignace Andlauer, était instituteur. Dès sa plus tendre enfance, il manifeste des aptitudes pour la musique. Après avoir reçu sa première instruction musicale dans la maison paternelle, il prend des leçons d'orgue auprès de Joseph Wackenthaler, organiste de la cathédrale Notre-Dame de Strasbourg, et des leçons de piano chez Conrad Berg. En septembre 1847, il entre au Conservatoire de Bruxelles, dirigé par François-Joseph Fétis, comme élève dans la classe d'orgue du professeur Jacques-Nicolas Lemmens,dans celle de violon dirigée par Charles-Auguste de Bériot et dans la classe d'harmonie de François-Joseph Fétis. À l'issue de sa formation bruxelloise, il enlève le premier prix pour l'harmonie et pour l'orgue,.
Au terme de ses études, le 1er septembre 1848, à peine âgé de 18 ans, il obtient, au concours, la place vacante d'organiste à l'église Saint-Georges de Haguenau. À côté de sa charge d'organiste, il dirige de 1857 à 1861, la Société chorale. 
Professeur distingué, Andlauer a formé de nombreux élèves. Un de ses élèves, Balthasar Waizenecker, entre, en 1853, à l'École de musique religieuse nouvellement fondée à Paris par Niedermeyer, où il remporte les premiers prix ; suivi, plus tard, des deux frères Dürrenwachter, organistes à Constantine et à Bône, ainsi que de Ducret, organiste à Niort. Andlauer compte aussi parmi ses élèves, Clément Lippacher, organiste à église Saint-Eugène à Paris, compositeur du ballet Viviane, des opérettes Joséphine vendue par ses sœurs et Les Papillons, et une série de compositions dont le drame sacré Le Christ ; le P. Young (Jung) de New York, compositeur de The Roman Hymnal et English and Latin Hymnus, les demoiselles Numann et Scherrer.
Andlauer a apporté son concours aux concerts de musique de chambre, arrangés, depuis 1849, par les professeurs de l'École de musique municipale, auxquels prirent part des artistes d'une renommée mondiale, Teresa Milanollo, Levassor, Schwaederlé, Wuille, Rucquoi , Mme Jaëll, Gleichauff, Nosscck. Il a composé des œuvres pour orgue, pour piano et pour chant. Plusieurs de ses pièces d'orgue sont devenus populaires, comme sa fantaisie pour orgue, Marienthalerlied : « Erhebt in vollen Chören », en l'honneur de la Vierge de Marienthal. Il fonde la Cécilia, dirige pendant de longues années le chant du cercle des jeunes gens, L'Aloysia, il accepte, en 1879, la place de maître de piano à l'École de musique municipale et fait  souvent des expertises d'orgues. 
À l'occasion de son jubilé, le 1er septembre 1899, l'empereur Guillaume II lui décerne l'Ordre de la Couronne de 4e classe 
Son fils, Eugène Andlaeur, né le 14 juin 1868 à Haguenau, suivra également des études au Conservatoire de Bruxelles. Il deviendra organiste à l'Église Saint-Georges de Sélestat (1888-1938) et dirigera la chorale de sa paroisse de 1894 à 1938. Il décède le 9 mai 1938 à Sélestat.

## Œuvres
- 1895 : Impromptu, pour piano[4]
- 1898 : Fillette, petite valse pour piano[5]